# متحف الخط العربي (دمشق)
متحف الخط العربي هو متحف يهتم بالأبجدية والخط العربي، يقع بدمشق القديمة في سوريا، يضم المتحف نوادر المخطوطات القديمة وكنوز تتعلق بالخط العربي. أنشأ سنة 1975م بعد تحويل المدرسة الجقمقية إلى متحف.

## تاريخ
يقع المتحف في منطقة الكلاسة بدمشق القديمة، شرق المدرسة العزيزية (مقام السلطان صلاح الدين)، وشمال الجامع الأموي الكبير، ضمن المدرسة الجقمقية التي بنيت في الفترة المملوكية في القرن الخامس عشر الميلادي من قبل النائب سيف الدين جقمق، وتحوي المدرسة مدفناً يحوي قبر النائب عام 1421 م وقبر والدته.
عام 1941م شهدت المدرسة دماراً جراء إصابتها بقذيفة مدفع خلال الانتداب الفرنسي على سوريا، ورممت بعد عدة سنوات بين 1960-1965م.

## محتوى المتحف
من أبرز ما يضمه المتحف:
- كتابات عربية تعود إلى ما قبل الإسلام.
- شواهد قبور تعود إلى الفترات العربية والإسلامية، كنسخة من شاهد قبر نقش النمارة، وشاهد قبر زيد بن ثابت.
- مخطوطات قرآنية.
- نماذج عن تطور الأبجدية والخط العربي عبر العصور.
- كتابات على الفخار والمعدن والزجاج، تعود إلى القرنين (12- 15)م.
- مجموعة من وسائل الخط والأقلام والمحابر القديمة.
- ثلاث نسخ عن رسائل كتبت زمن النبي العربي محمد ﷺ موجهة إلى عدة ملوك.